# Граднянський потік
Граднянський потік (словац. Hradniansky potok) — річка в Словаччині; права притока Свіниці. Протікає в округах Тренчин і Бановці-над-Бебравою.
Довжина — 11.6 км. Витікає в масиві Повазький Іновець на висоті 560 метрів.
Протікає територією сіл Велька Градна; Мала Градна і Русковці.
Впадає в Свіницю на висоті 214 метрів.